# Constanza Augusta

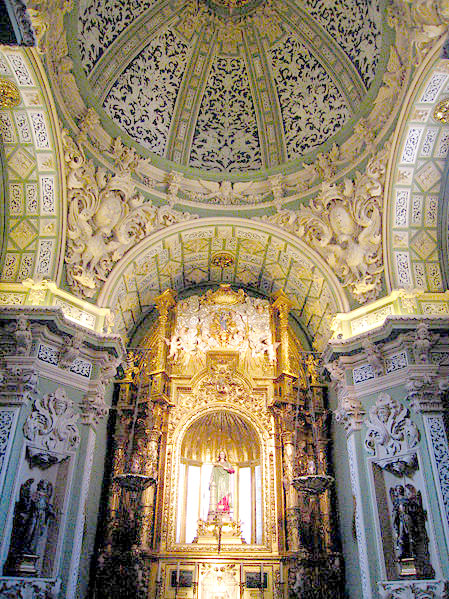
Capilla de Santa Bárbara en la Iglesia de San Juan del Hospital.

Constanza II de Hohenstaufen (1230-1307), también conocida como Constanza Augusta Emperatriz Romana de Oriente. Hija ilegítima de Federico II y de Bianca Lancia. 
Su madre, por necesidades de alianzas, la casó a la edad de 14 años con el emperador de Bizancio Juan Ducas Vatatzés, conocido como "Vatacio el Herético", cuando este tenía 50 años.[cita requerida] 
A la muerte de Vatacio fue solicitada por Miguel Paleólogo, quien había reconquistado Constantinopla. Constanza resistió varios años a las pretensiones de Miguel, hasta que su hermano Manfredo nuevo rey de Sicilia, la requiere para su patria. La desdichada emperatriz llega justo a tiempo para recibir la noticia de la muerte de su hermano en la Batalla de Benevento. Junto con su cuñada, la segunda esposa de Manfredo, Helena Angelina Doukaina, y sus cinco sobrinos, han de huir y refugiarse en el castillo de Hohenstaufen en Lucera, defendido por sarracenos que habían estado al servicio de Federico y seguían siendo fieles a su memoria. Tras ser conquistado el castillo, la familia es conducida a prisión donde su cuñada pierde la vida al cabo de cinco años de cautiverio. Al no representar la emperatriz ningún peligro para la dinastía de Anjou la dejan en libertad. 
Como viuda del emperador Juan Dukas, poseía el señorío de tres importantes villas en Anatolia con una renta de tres mil besantes en oro. Sin embargo, esa renta lejana no llegaba nunca. Perseguida por su hijastro el emperador Teodoro Láscaris decide embarcarse, casi de limosna, rumbo a una Valencia recién conquistada, donde se instala. Como único equipaje llevaba un fragmento de la roca de Nicodemia de la que, según cuenta la leyenda, milagrosamente manó agua para el bautismo de Santa Bárbara.
Su sobrina, llamada igualmente Constanza, hija del primer matrimonio de Manfredo, estaba casada con el infante Pedro de Aragón, hijo de Jaime I y futuro Pedro III de Aragón. El rey le ofrecería gobernar Estados, pero la emperatriz, cansada de la política, prefirió entrar en el convento de Santa Bárbara. Ella y su sobrina, últimas representantes de Federico II, cedieron a Pedro III los derechos sobre Sicilia, quien los reclamaría años después, apoderándose de la isla tras los trágicos acontecimientos conocidos como las Vísperas Sicilianas.
Sus restos descansaron durante siglos en la capilla de Santa Bárbara, situada en la Iglesia de San Juan del Hospital de Valencia. Al comienzo de la guerra civil española la iglesia fue saqueada y sus restos profanados y perdidos. La arqueta que hoy puede verse es una copia de la original, vacía, en la se reproduce la inscripción «Aquí yace Dª Constanza Augusta Emperatriz de Grecia».